# Marriott Corporation
Marriott Corporation – amerykańskie przedsiębiorstwo branży hotelarskiej z siedzibą w mieście Bethesda, w stanie Maryland, działające w latach 1927–1993.

## Historia
Założycielem był John Willard Marriott, który rozpoczął działalność wraz z żoną Alice Marriott pod nazwą Hot Shoppes. Sprzedawali oni w budce piwo korzenne a następnie gorące dania. W roku 1957 firma zbudowała pierwszy hotel Twin Bridges Motor Hotel w Stanach Zjednoczonych, w hrabstwie Arlington, w stanie Wirginia. Hotel ten został zburzony w 1990.
W 1967 Hot Shoppes przekształcono w Marriott Corporation, które w 1993 przekształciło się w dwie firmy: Marriott International oraz Host Marriott Corporation. W roku 1969 powstał pierwszy hotel należący do firmy poza granicami Stanów, w Meksyku, w Acapulco.